# Mount Penn, Pennsylvania
Mount Penn là một thị trấn thuộc quận Berks, tiểu bang Pennsylvania, Hoa Kỳ. Năm 2010, dân số của thị trấn này là 3106 người.